# Prudencio Muñoz López

Prudencio Muñoz López, y la portada de su ópera “Cenicienta” y su firma.

Prudencio Muñoz López (Málaga, 17 de diciembre de 1877-Madrid, 22 de mayo de 1925) fue un director de orquesta, compositor y crítico musical español.
Esposa: Rosario Delgado
Hijos: Prudencio, Miguel y Carmen 

## Biografía
Pensionado por la Diputación provincial de Málaga, marchó a Madrid el año 1900 para ampliar los estudios de harmonía y composición. Más tarde ocupó el cargo de director de orquesta en números los teatros de Madrid y provincias.
Es autor de innumerables partituras de obras de teatro musical (zarzuelas, operetas españolas, etc.), entre las cuales figuran: La cartera de Marina, en dos actos, (libreto de Fiacro Iraizoz), La mano de la reacción, en un acto (libreto de Cristóbal de Castro y Enrique López Alarcón), Torrijos, episodio lírico en un acto (libreto de Manuel González Llana y Augusto Martínez Olmedilla), La buena moza, en un acto (libreto de Luis Pascual Frutos y Ramón Lobo Regidor); Vida galante, revista en un acto (libreto de Enrique López Marín); Mefistófela, en tres actos, y La Cenicienta, un prólogo y tres actes, (ambas con libreto de Jacinto Benavente).
Al frente de la compañía de zarzuela española de José López Silva se marcha a Argentina y Uruguay el año 1922, donde dará a conocer lo más selecto del repertorio teatral español clásico. En el Teatro Alhambra de París (1913) estrenará diversos cuadros líricos españoles, con música y letra suya, entre ellos Carmen la torera y Amor gitano, volviendo a España para ponerse al frente de la compañía de opereta de Ramón Asensio Mas y José Juan Cadenas, en el Teatro Eslava de Madrid, como maestro director y concertador.
Es autor de varios libros, entre ellos: Wagner, gran reformador de la música; Colores, sonidos y formes; El ocultismo en la música; o Nacionalismo musical, así como también de numerosos artículos publicados en Prensa Gráfica y otros periódicos.